# Cosmonautix
Cosmonautix ist eine Berliner Musikgruppe, die ihre Musik „Rocket Balalaika Speedfolk“ nennt.

## Geschichte
Die Band wurde 2005 gegründet und hatte im Januar 2006 ihren ersten Auftritt in einem Berliner Nachtclub. Nach zahlreichen Konzerten, unter anderem im Kaffee Burger, spielte Cosmonautix im Jahr 2008 erstmals auch außerhalb Deutschlands in Wien und Bratislava.
Den bisher größten Auftritt hatte Cosmonautix am 26. Juni 2008 vor dem Russland-Spanien-Spiel auf der EM-Fanmeile in Berlin, wo die Band vor etwa 500.000 Zuschauern spielte.
Ein weiterer Erfolg ist die Aufnahme ihrer Interpretation des jiddischen Liedes Rabejnu Tam zusammen mit der niederländischen Sängerin Shura Lipovsky in die Anthologie SOL SAJN - Jiddische Musik in Deutschland und ihre Einflüsse (1953-2009) (Bear Family Records, 2009).
Am 28. Januar 2011 wurde das Debütalbum Energija beim Berliner Plattenlabel Piranha Musik veröffentlicht, welches durch die Initiative Musik offiziell gefördert wurde.

## Bandname
Die Band schuf den Mythos, 1988 an Bord des sowjetischen Raumgleiters Buran gewesen zu sein, nicht vom offiziell unbemannten Testflug zurückgekehrt zu sein und heute in Form einer Musikgruppe aufzutreten. Der Bandname Cosmonautix ist eine Abwandlung des Wortes Kosmonaut.

## Stil
Cosmonautix spielt hauptsächlich traditionelle Lieder aus osteuropäischen Ländern, wie der Ukraine, Slowakei, Russland und vom Balkan, welche sie neu interpretiert. Durch die Instrumentierung, wie der Balalaika und Akkordeon bleiben die Werke authentisch, wobei durch die Rhythmik weitere Genres, wie Ska, Punk, Polka und Klezmer angeschnitten werden.

## Diskografie
- 2011: Energija (Album)
- 2014: Gypsynaut (Single)
- 2019: Commander Red (Album)
- 2023: Arriba (Single)